# Cantone di Saumur-Nord
Il Cantone di Saumur-Nord era una divisione amministrativa dell'arrondissement di Saumur.
È stato soppresso a seguito della riforma complessiva dei cantoni del 2014, che è entrata in vigore con le elezioni dipartimentali del 2015.
Comprendeva parte della città di Saumur e i comuni di:
- Les Rosiers-sur-Loire
- Saint-Clément-des-Levées
- Saint-Martin-de-la-Place